# The 100
The 100 (vyslovované The Hundred) je americký postapokalyptický sci-fi televizní seriál premiérově v letech 2014–2020 televizní stanicí The CW. Seriál, vytvořený Jasonem Rothenbergem, je volně založen na stejnojmenném knižním originále od americké spisovatelky Kass Morganové.
Seriál sleduje skupinu mladých lidí: Clarke Griffin (Eliza Taylor), Finn Collins (Thomas McDonell), Bellamy Blake (Bob Morley), Octavia Blake (Marie Avgeropoulos), Jasper Jordan (Devon Bostick), Monty Green (Christopher Larkin), Raven Reyes (Lindsey Morgan), John Murphy (Richard Harmon), kteří se vrací zpátky na Zem po skoro 100 letech od nukleární apokalypsy. Dalšími postavami, na které se seriál také soustředí jsou: Dr. Abby Griffin (Paige Turco) - matka Clarke Griffin, Marcus Kane (Henry Ian Cusick) - člen rady na vesmírné lodi "Archa" a Thelonius Jaha (Isaiah Washington) - kancléř "Archy".
V březnu 2016 bylo oznámeno, že seriál získal čtvrtou řadu s 13 díly, která měla premiéru 1. února 2017. O rok později, v březnu 2017, oznámilo The CW, že seriál získal pátou řadu. Pátá řada čítá 13 dílů a měla premiéru dne 24. dubna 2018.
V lednu 2018 tvůrce Jason Rothenberg uvedl, že by se seriál mohl dočkat šesté a sedmé řady. Šestá řada byla oficiálně oznámena v květnu 2018 a její úvodní díl má být uveden 30. dubna 2019. Dne 25. dubna 2019 byla stanicí The CW objednána sedmá řada.

## Příběh
První řada
Seriál je zasazen do doby 97 let po zničující nukleární válce, která vyhladila skoro veškerý život na Zemi. Jediní známí přeživší žili ve dvanácti vesmírných stanicích obíhajících okolo Země. Tyto vesmírné stanice navzájem spolupracovaly a utvořily jednu obrovskou vesmírnou stanici s názvem „Archa“, kde žije zhruba 2400 lidí pod vedením kancléře Jahy. Zdroje jsou omezeny a všechny přestupky – nezávisle na míře – jsou trestány smrtí. Jedinou výjimkou jsou osoby mladší 18 let.
Po nalezení závažné poruchy na Arše je sto mladých vězňů (později známo jako "Stovka") vypuštěno zpět na povrch Země (poblíž Washingtonu D.C.), aby se zjistilo, zdali je Země opět obyvatelná. Po přistání se snaží najít zásoby a útočiště ve starém vojenském zařízení Mount Weather Emergency Operations Center, jenže přistáli daleko od zamýšleného cíle a brzy musí čelit jiným problémům. Po čase zjistí, že nejsou na Zemi sami. Někteří přežili nukleární apokalypsu, tzv. Grounders ("Zemšťané") žijí v klanech, kde panuje neustálý boj o moc; kanibalističtí Reapers ("Smrtonoši") a Mountain Men ("Horští lidé"), kteří žijí v Mount Weather, kde se uzamkli ještě před apokalypsou a venkovní radiace je pro ně smrtelná.
Druhá řada
Ve druhé řadě je 48 lidí zajato a odvedeno do Mount Weather. Později se ukazuje, že Horští lidé používají transfuzi krve ze Zemšťanů jako léčbu proti radiaci. Medikální testy zajatců ovšem slibují vyšší účinnost léčby - jejich kostní dřeň by Horským lidem opět umožnila chodit po Zemi. Obyvatelé Archy mezitím úspěšně přistanou na Zemi, na oblasti přistání založí osadu s názvem Camp Jaha, a začínají se spolčovat se Zemšťany, aby zachránili své lidi z Mount Weather.
Třetí řada
Ve třetí řadě je v Camp Jaha (nyní již známo jako Arkadia) zvolen nový kancléř – je jím Pike, který dříve býval učitelem a mentorem, a po uvedení do funkce se pustí do války se Zemšťany. Krátce nato se do Arkadie i do Polisu (hlavního města Zemšťanů) dostane ve formě čipů umělá inteligence A.L.I.E., která před 97 lety rozpoutala nukleární apokalypsu, a brzy kontroluje skoro všechny Zemšťany a obyvatele Arkadie. Ve finále této řady se sice Clarke podaří A.L.I.E. zničit, ale díky ní zjišťuje, že se stovky nukleárních reaktorů začínají tavit a Země bude opět neobyvatelná.
Čtvrtá řada
Ve čtvrté řade se stovky jaderných reaktorů po celém světě kvůli desetiletému zanedbávání taví. Jejich rozpad povede k tomu, že až 96% planety zůstane na dlouhou dobu neobyvatelnou. Clarke a ostatní se snaží přijít na to, jak přežít nadcházející vlnu radiace. Zjistí, že pomocí krve tzv. "Nightbloods" mohou metabolizovat radiaci. Ti jsou potomci původních lidí, mezi které patří i Becca, která je první Velitelkou a stvořitelkou A.L.I.E. I přes četné pokusy se jim nepodaří vytvořit formuli, a tak se musí uchýlit k jinému plánu.
1200 lidí se ukryje na šest let do starého bunkru a někteří zas pomocí vesmírné rakety doletí k Arše.

## Obsazení
- Eliza Taylor jako Clarke Griffin
- Paige Turco jako Dr. Abby Griffin
- Thomas McDonell jako Finn Collins
- Eli Goree jako Wells Jaha

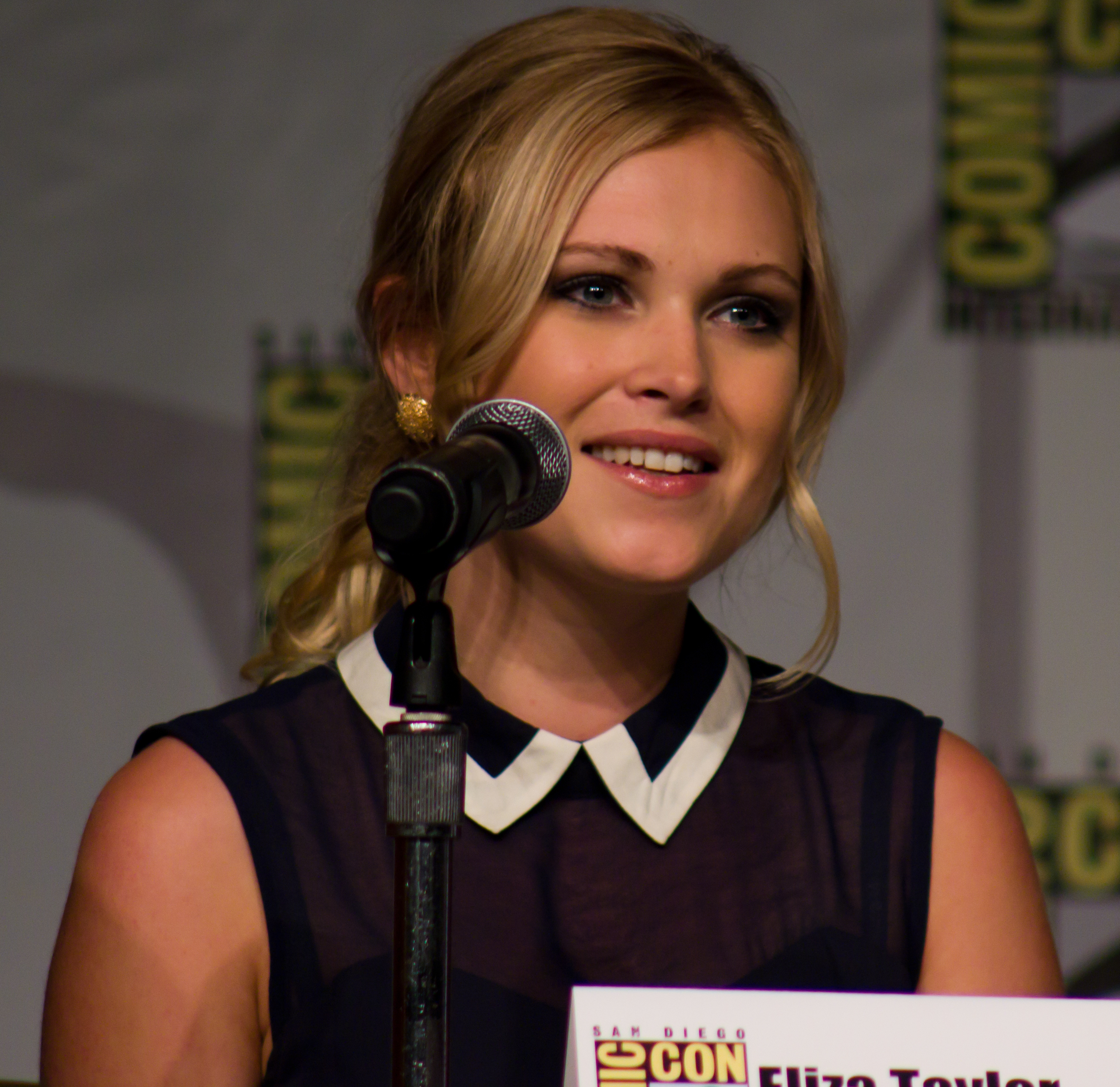
Eliza Taylor jako Clarke Griffin

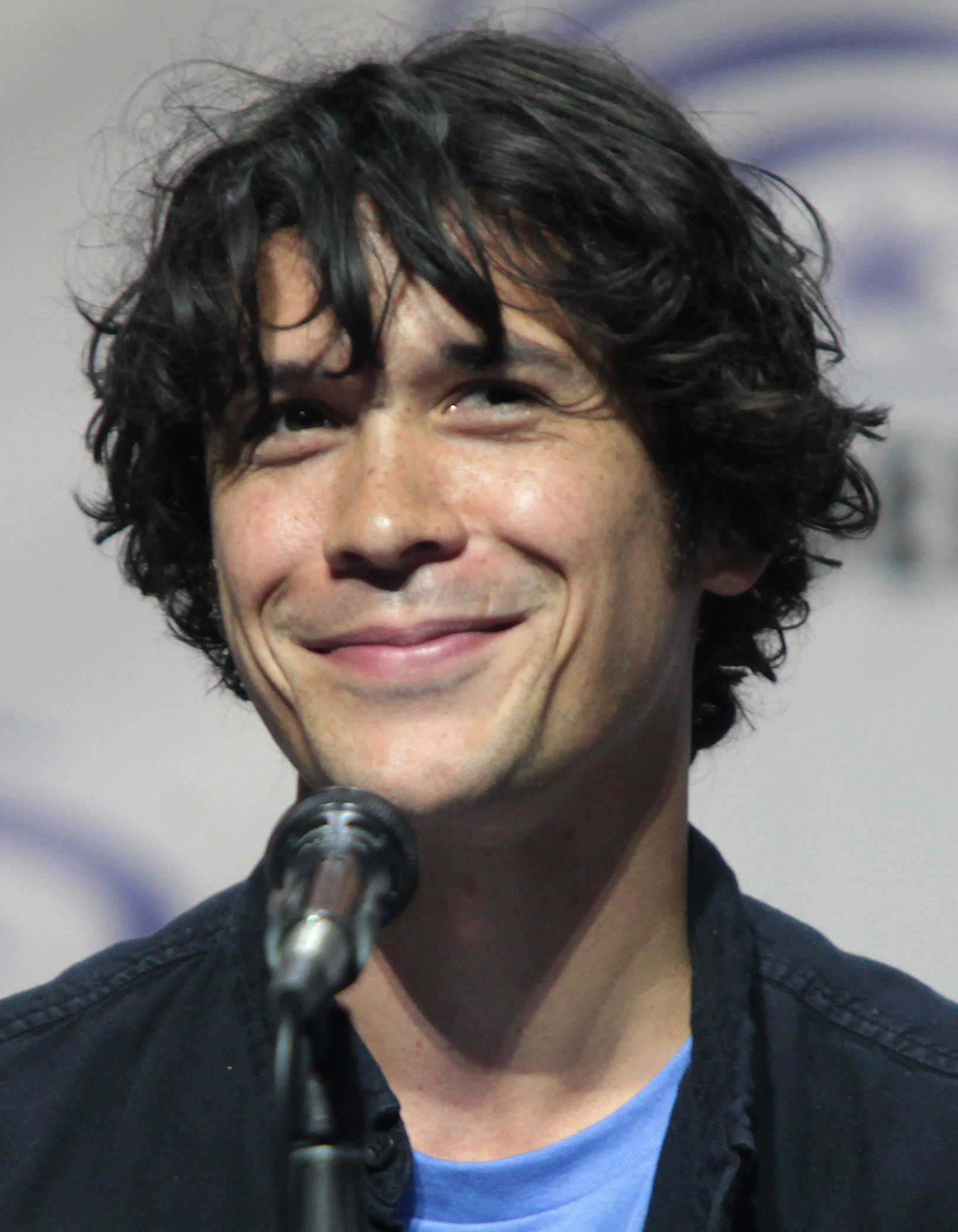
Bob Morley jako Bellamy Blake

- Marie Avgeropoulos jako Octavia Blake
- Bob Morley jako Bellamy Blake
- Christopher Larkin jako Monty Green
- Devon Bostick jako Jasper Jordan
- Isaiah Washington jako Thelonious Jaha
- Henry Ian Cusick jako Marcus Kane
- Lindsey Morgan jako Raven Reyes
- Richard Harmon jako John Murphy
- Kelly Hu jako Callie Cartwig
- Ricky Whittle jako Lincoln
- Alycia Debnam-Carey jako Lexa
- Zach McGowan jako Roan
- Tasya Teles jako Echo

## Vysílání
| Řada | Díly | Premiéra v USA  | Premiéra v USA  |
| Řada | Díly | První díl       | Poslední díl    |
| ---- | ---- | --------------- | --------------- |
| 1    | 13   | 19. března 2014 | 11. června 2014 |
| 2    | 16   | 22. října 2014  | 11. března 2015 |
| 3    | 16   | 21. ledna 2016  | 19. května 2016 |
| 4    | 13   | 1. února 2017   | 24. května 2017 |
| 5    | 13   | 24. dubna 2018  | 7. srpna 2018   |
| 6    | 13   | 30. dubna 2019  | 6. srpna 2019   |
| 7    | 16   | 20. května 2020 | 30. září 2020   |

## Přijetí

### Sledovanost
| Řada | Čas                                        | Díly | První díl       | První díl             | Poslední díl    | Poslední díl          | Sezóna  | Pořadí | Průměrný počet diváků (v mil.) | Průměrná sledovanost 18–49 let (rating) |
| Řada | Čas                                        | Díly | Datum           | Počet diváků (v mil.) | Datum           | Počet diváků (v mil.) | Sezóna  | Pořadí | Průměrný počet diváků (v mil.) | Průměrná sledovanost 18–49 let (rating) |
| ---- | ------------------------------------------ | ---- | --------------- | --------------------- | --------------- | --------------------- | ------- | ------ | ------------------------------ | --------------------------------------- |
| 1    | středa od 21:00                            | 13   | 19. března 2014 | 2,73                  | 11. června 2014 | 1,68                  | 2013–14 | 150    | 2,59                           | 1,1                                     |
| 2    | středa od 21:00                            | 16   | 22. října 2014  | 1,54                  | 11. března 2015 | 1,34                  | 2014–15 | 157    | 2,46                           | 0,9                                     |
| 3    | čtvrtek od 21:00                           | 16   | 21. ledna 2016  | 1,88                  | 19. května 2016 | 1,31                  | 2015–16 | 165    | 1,94                           | 0,7                                     |
| 4    | středa od 21:00                            | 13   | 1. února 2017   | 1,21                  | 24. května 2017 | 0,91                  | 2016–17 | 158    | 1,47                           | —                                       |
| 5    | úterý od 21:00 (1–8) úterý od 20:00 (9–13) | 13   | 24. dubna 2018  | 1,43                  | 7. srpna 2018   | 0,99                  | 2017–18 | 182    | 1,61                           | 0,5                                     |
| 6    | úterý od 21:00                             | 13   | 30. dubna 2019  | 0,86                  | 6. srpna 2018   | 0,59                  | 2018–19 | 165    | 1,30                           | 0,4                                     |

### Ocenění a nominace
| Rok  | Ocenění            | Kategorie                                               | Oceněný | Výsledek  | Zdroj  |
| ---- | ------------------ | ------------------------------------------------------- | --- | --------- | ------ |
| 2014 | Cena Emmy          | nejlepší vizuální efekty                                | Andrew Orloff, Michael Cliett, Tyler Weiss, Kornel Farkas, Chris Pounds, Andrew Bain a Mike Rhone za díl "We Are Grounders, Part 2" | nominace  | [ 33 ] |
|      | Joey Awards        | nejlepší seriálový herec: drama/komedie (11 let a méně) | Spencer Drever | nominace  |        |
|      | TV Guide Awards    | nejoblíbenější sci-fi/fantasy seriál                    | | nominace  |        |
| 2015 | Golden Reel Awards | nejlepší střih zvuku - zvukové efekty (televize)        | Norval D. Crutcher III, Peter Austin, Peter D. Lago, Mitch Gettleman, Catherine Harper, Ellen Heuer a Marc Meyer                    | nominace  | [ 34 ] |
| 2015 | MTV Fandom Awards  | nejlepší seriálový pár                                  | Alycia Debnam-Carey a Eliza Taylor                                                                                                  | nominace  | [ 35 ] |
| 2015 | Cena Saturn        | nejlepší seriál orientovaný na mladé publikum           | | vítězství | [ 36 ] |
| 2015 | Joey Awards        | nejlepší seriálový herec: komedie/akční                 | Liam O'Neill | nominace  |        |
| 2015 | Leo Awards         | nejlepší výprava: dramatický seriál                     | James Philpott | nominace  |        |
| 2015 | Leo Awards         | nejlepší výprava: dramatický seriál                     | Matthew Budgeon | nominace  |        |
| 2015 | Leo Awards         | nejlepší kostýmy: dramatický seriál                     | Katia Stano | nominace  |        |
| 2015 | Leo Awards         | nejlepší seriálový herec v hostující roli: drama        | Richard Harmon | nominace  |        |
| 2015 | Teen Choice Awards | nejlepší seriálový herec: Fantasy/Sci-FI                | Bob Morley | nominace  | [ 37 ] |
| 2015 | Teen Choice Awards | nejlepší seriálová herečka: Fantasy/Sci-Fi              | Eliza Taylor | nominace  | [ 37 ] |
| 2015 | Teen Choice Awards | nejlepší seriál: fantasy/sci-fi                         | | nominace  | [ 37 ] |
| 2016 | MTV Fandom Awards  | Fan Freakout of the Year                                | Alycia Debnam-Carey | vítězství | [ 35 ] |
| 2016 | MTV Fandom Awards  | nejlepší seriálový pár                                  | Eliza Taylor a Alycia Debnam-Carey                                                                                                  | nominace  | [ 35 ] |
| 2016 | Cena Saturn        | nejlepší seriál: sci-fi                                 | | nominace  | [ 38 ] |
| 2016 | Leo Awards         | nejlepší výprava: dramatický seriál                     | James Philpott, Alyssa King a Alexandra Rojek                                                                                       | nominace  |        |
| 2016 | Teen Choice Awards | nejlepší seriálová chemie                               | Eliza Taylor a Bob Morley | nominace  | [ 39 ] |
| 2016 | Teen Choice Awards | nejlepší seriálová herečka: Fantasy/Sci-Fi              | Eliza Taylor | nominace  | [ 39 ] |
| 2017 | Cena Saturn        | nejlepší seriál: sci-fi                                 | | nominace  | [ 40 ] |
| 2017 | Teen Choice Awards | nejlepší seriálový herec: Fantasy/Sci-FI                | Bob Morley | nominace  | [ 41 ] |
| 2017 | Teen Choice Awards | nejlepší seriálová herečka: Fantasy/Sci-Fi              | Eliza Taylor | nominace  | [ 41 ] |
| 2017 | Teen Choice Awards | nejlepší seriálový pár                                  | Eliza Taylor a Bob Morley | nominace  | [ 41 ] |
| 2018 | Cena Saturn        | nejlepší seriál: sci-fi                                 | | nominace  |        |
| 2018 | Joey Awards        | nejlepší seriálová herečka v hostující roli (4–10 let)  | Lina Renna | vítězství |        |
| 2018 | Leo Awards         | nejlepší kaskadérský tým (dramatický seriál)            | Marshall Vritue a Kimberly Chiang                                                                                                   | nominace  |        |
| 2018 | Leo Awards         | nejlepší seriálový herec ve vedlejší roli: drama        | Richard Harmon | nominace  |        |
| 2018 | Teen Choice Awards | nejlepší seriálový herec: Fantasy/Sci-FI                | Bob Morley | nominace  |        |
| 2018 | Teen Choice Awards | nejlepší seriálová herečka: Fantasy/Sci-Fi              | Eliza Taylor | nominace  |        |
| 2018 | Teen Choice Awards | nejlepší seriálový pár                                  | Eliza Taylor a Bob Morley | nominace  |        |